# Diane Baker
Diane Carol Baker (Hollywood, 25 februari 1938) is een Amerikaans actrice.
Baker werd geboren in Hollywood, maar verhuisde op 18-jarige leeftijd naar New York om hier het acteervak te studeren. Nadat ze een filmcontract kreeg bij 20th Century Fox, brak ze in 1959 door met de rol van Margot Frank in The Diary of Anne Frank. Ze werd opgemerkt en kreeg al snel meer grote rollen. Zo was ze nog in hetzelfde jaar tegenover Hope Lange en Joan Crawford te zien in The Best of Everything.
Haar contract eindigde echter al een paar jaar later, waarna ze te zien was in Alfred Hitchcocks Marnie. Over de jaren heen verloor ze haar populariteit. Desondanks is ze anno 2007 nog altijd werkzaam als actrice, variërend van de vrouwelijke hoofdrol in Columbo's enige aflevering die de dader niet meteen toont (Last Salute to the Commodore, 1976), tot onder meer The Silence of the Lambs.

## Filmografie
| - The Diary of Anne Frank (1959) - The Best of Everything (1959) - Journey to the Center of the Earth (1959) - Tess of the Storm Country (1960) - The Wizard of Baghdad (1960) - Hemingway's Adventures of a Young Man (1962) - The 300 Spartans (1962) - Nine Hours to Rama (1963) - Stolen Hours (1963) - The Prize (1963) - Della (1964) - Strait-Jacket (1964) - Marnie (1964) - Mirage (1965) - Sands of Beersheba (1966) - The Horse in the Gray Flannel Suit (1968) - Krakatoa, East of Java (1969) | - Stigma (1972) - Baker's Hawk (1976) - The Pilot (1980) - The Closer (1990) - The Silence of the Lambs (1991) - Twenty Bucks (1993) - The Joy Luck Club (1993) - Imaginary Crimes (1994) - The Net (1995) - The Cable Guy (1996) - Courage Under Fire (1996) - Murder at 1600 (1997) - Harrison's Flowers (2000) - On the Roof (2002) - A Mighty Wind (2003) - The Keeper: The Legend of Omar Khayyam (2005) - Harrison Montgomery (2007) |

- Bibsys: 4010893
- Bibliothèque nationale de France: cb140074909 (data)
- Gemeinsame Normdatei: 140719121
- International Standard Name Identifier: 0000 0000 3519 8062
- Library of Congress Control Number: n95014808
- Nationale Bibliotheek van Israël: 987007345603805171
- Nationale Bibliotheek van Polen: a0000002784020
- SNAC: w6t589wd
- Système universitaire de documentation: 060311193
- Virtual International Authority File: 22339170
- WorldCat: E39PBJwmQ8pXxrJMCbVKw8WkXd